# Somerondón
Somerondón es una asociación universitaria de folclore Aragonés. También tipo de bailes tradicionales de la Comarca del Aranda en Aragón.

## Historia
Somerondón es un grupo creado en 1977 que investiga el folclore puro de Aragón, ligado a la Universidad de Zaragoza.

## Discografía
- Somerondón (1977)
- Somerondón 2 (1991)
- De Pascuas a Ramos (1996)
- Somerondón 25 Aniversario (2003)

## Instrumentos tradicionales
- Gaita de boto aragonesa
- Dulzaina
- Bandurria
- Laúd
- Guitarra
- Requinto
- Guitarro